# Runnymede
Runnymede är en äng vid Themsen i Surrey, England. Den är känd för att Magna Charta undertecknades där, och har senare blivit känd för minnesmärken som rests där.
Platsen har gett namn till distriktet Runnymede.

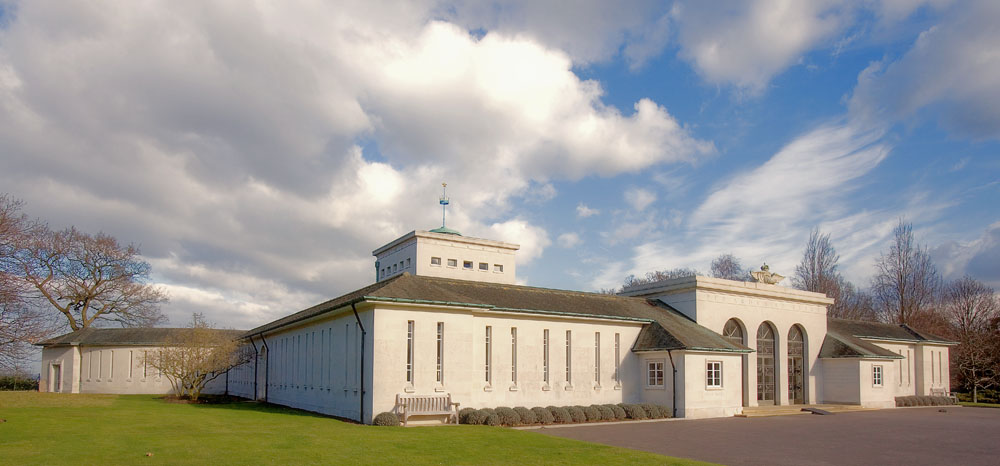
Air Forces Memorial

Minnesmärken på Runnymede:
- Magna Carta Memorial
- John F. Kennedy Memorial
- Air Forces Memorial